# Acidofil
Termenul  acidofil (adj.) face referire la organismele vii care pot trăi în medii acide, adică în mediile în care concentrația de acid este ridicată (cu pH-ul mai mic de 3).
 Acidofilele sunt un subtip al extremofilelor și majoritatea sunt arhee sau bacterii.
(În sintagme) Plante acidofile = plante care se pot dezvolta în soluri cu aciditate mare. Lapte acidofil = produs lactat dietetic de culoare albă-gălbuie, preparat din lapte de vacă, sterilizat cu un anumit conținut de bacterii și fermentat.

## Legături externe
- „Acidofil” la DEX online
- Cei mai duri dintre duri: viețuitoarele extremofile, 1 ianuarie 2012, descopera.ro